# XV Giochi asiatici
I XV Giochi asiatici si disputarono a Doha, Qatar, dal 1º al 15 dicembre 2006.

## Discipline sportive
- Sport acquatici
  -  Nuoto (dettagli)
  -  Nuoto sincronizzato (dettagli)
  -  Pallanuoto (dettagli)
  -  Tuffi (dettagli)
- Atletica leggera (dettagli)
- Badminton (dettagli)
- Baseball (dettagli)
- Biliardo (dettagli)
- Bodybuilding (dettagli)
- Bowling (dettagli)
- Canoa/kayak (dettagli)
- Canottaggio (dettagli)
- Ciclismo
  -  Ciclismo su strada (dettagli)
  -  Ciclismo su pista (dettagli)
- Pallacanestro (dettagli)
- Calcio (dettagli)
- Equitazione (dettagli)
- Ginnastica
  -  Ginnastica artistica (dettagli)
  -  Ginnastica ritmica (dettagli)
  -  Trampolino elastico (dettagli)
- Golf (dettagli)
- Hockey su prato (dettagli)
- Lotta (dettagli)
- Judo (dettagli)
- Kabaddi (dettagli)
- Karate (dettagli)
- Pallamano (dettagli)
- Sport pallavolistici
  -  Beach volley (dettagli)
  -  Pallavolo (dettagli)
- Pugilato (dettagli)
- Rugby a 7 (dettagli)
- Scacchi (dettagli)
- Scherma (dettagli)
- Sepak takraw (dettagli)
- Soft tennis (dettagli)
- Softball (dettagli)
- Sollevamento pesi (dettagli)
- Squash (dettagli)
- Taekwondo (dettagli)
- Tennis (dettagli)
- Tennistavolo (dettagli)
- Tiro (dettagli)
- Tiro con l'arco (dettagli)
- Triathlon (dettagli)
- Vela (dettagli)
- Wushu (dettagli)

## Medagliere
| #      | Nazione             | Oro | Argento | Bronzo | Totale |
| ------ | ------------------- | --- | ------- | ------ | ------ |
| 1      | Cina                | 165 | 88      | 63     | 316    |
| 2      | Corea del Sud       | 58  | 53      | 82     | 193    |
| 3      | Giappone            | 50  | 71      | 77     | 198    |
| 4      | Kazakistan          | 23  | 20      | 42     | 85     |
| 5      | Thailandia          | 13  | 15      | 26     | 54     |
| 6      | Iran                | 11  | 15      | 22     | 48     |
| 7      | Uzbekistan          | 11  | 14      | 15     | 40     |
| 8      | India               | 10  | 17      | 26     | 57     |
| 9      | Qatar               | 9   | 12      | 11     | 32     |
| 10     | Taipei cinese       | 9   | 10      | 27     | 46     |
| 11     | Malaysia            | 8   | 17      | 17     | 42     |
| 12     | Singapore           | 8   | 7       | 12     | 27     |
| 13     | Arabia Saudita      | 8   | 0       | 6      | 14     |
| 14     | Bahrein             | 7   | 10      | 4      | 21     |
| 15     | Hong Kong           | 6   | 12      | 10     | 28     |
| 16     | Corea del Nord      | 6   | 9       | 16     | 31     |
| 17     | Kuwait              | 6   | 5       | 2      | 13     |
| 18     | Filippine           | 4   | 6       | 9      | 19     |
| 19     | Vietnam             | 3   | 13      | 7      | 23     |
| 20     | Emirati Arabi Uniti | 3   | 4       | 3      | 10     |
| 21     | Mongolia            | 2   | 5       | 8      | 15     |
| 22     | Indonesia           | 2   | 3       | 15     | 20     |
| 23     | Siria               | 2   | 1       | 3      | 6      |
| 24     | Tagikistan          | 2   | 0       | 2      | 4      |
| 25     | Giordania           | 1   | 3       | 4      | 8      |
| 26     | Libano              | 1   | 0       | 2      | 3      |
| 27     | Birmania            | 0   | 4       | 7      | 11     |
| 28     | Kirghizistan        | 0   | 2       | 6      | 8      |
| 29     | Iraq                | 0   | 2       | 1      | 3      |
| 30     | Macao               | 0   | 1       | 6      | 7      |
| 31     | Pakistan            | 0   | 1       | 3      | 4      |
| 32     | Sri Lanka           | 0   | 1       | 2      | 3      |
| 33     | Laos                | 0   | 1       | 0      | 1      |
| 33     | Turkmenistan        | 0   | 1       | 0      | 1      |
| 35     | Nepal               | 0   | 0       | 3      | 3      |
| 36     | Afghanistan         | 0   | 0       | 1      | 1      |
| 36     | Bangladesh          | 0   | 0       | 1      | 1      |
| 36     | Yemen               | 0   | 0       | 1      | 1      |
| Totale | Totale              | 428 | 423     | 542    | 1393   |

### Doping
Durante i Giochi alcuni atleti sono risultati positivi ai test antidoping e squalificati. In particolare.
- Than Kyi Kyi, del Myanmar, sollevamento pesi, categoria 48 kg, positività ad un diuretico proibito.[1]
- Oo Mya Sanda, del Myanmar, argento nel sollevamento pesi, categoria 75 kg, positività al metabolite.[1]
- Elmira Ramileva, dell'Uzbekistan, sollevamento pesi, categoria 69 kg, positività ad uno steroide anabolizzante.[1]
- Alexander Urinov, dell'Uzbekistan, sollevamento pesi, categoria 105 kg, positività alla cannabis.[1]
- Saad Faeaz, dell'Iraq, bodybuilding, squalificato per essere stato trovato in possesso di steroidi per propri bagagli, durante un controllo all'aeroporto internazionale di Doha.[2]
- Sayed Faisal Husain, del Bahrain, medaglia d'argento nel bodybuilding, categoria 70 kg, positività ad una sostanza proibita.[3]
- Kim Myong-Hun, della Corea del Sud, medaglia d'argento nel bodybuilding, categoria 90 kg, positività ad una sostanza proibita.[4]